# بندیکت کامبربچ
بِنِدیکت تیموتی کارلتون کامبِربَچ CBE (انگلیسی: Benedict Timothy Carlton Cumberbatch؛ زادهٔ ۱۹ ژوئیه ۱۹۷۶) بازیگر انگلیسی است. او برای فعالیت در آثار گوناگون سینما، تلویزیون و تئاتر معروف است و افتخارات گوناگونی از جمله یک جایزهٔ امی ساعات پربیننده، یک جایزهٔ تلویزیونی بفتا و یک جایزهٔ لارنس الیویه برنده شده‌است. نام او در سال ۲۰۱۴ از سوی مجلهٔ تایم در فهرست ۱۰۰ فرد تأثیرگذار جهان قرار گرفت و در سال ۲۰۱۵ به پاس خدماتش در هنرهای نمایشی به مقام فرماندهِ والا مقام امپراتوری بریتانیا (CBE) منصوب شد. در سال ۲۰۲۰ ستاره‌ای با نام او در  پیاده‌روی مشاهیر هالیوود نصب شد. 
کامبربچ بازیگری را در دانشگاه منچستر و آکادمی موسیقی و هنرهای نمایشی لندن فرا گرفت. او فعالیت در تئاتر را با حضور در آثار گوناگون شکسپیر آغاز کرد و نخستین تجربهٔ حضور او در وست اند با حضور در نمایش هدا گابلر در سال ۲۰۰۵ بود. او در سال ۲۰۱۲ با نمایش فرانکنشتاین به روی صحنه رفت و برندهٔ جایزهٔ لارنس الیویه شد. همچنین در سال ۲۰۱۵ نقش شاهزاده هملت را در نمایش هملت بازی کرد.
فعالیت تلویزیونی کامبربچ در سال ۲۰۰۲ با بازی در قسمتی از مجموعهٔ تلویزیونی بریتانیایی اوج مخملی آغاز شد و چند سال بعد نقش شرلوک هولمز را مجموعهٔ تلویزیونی شرلوک (۲۰۱۰–۲۰۱۷) ایفا کرد که برای آن نامزد دریافت جایزهٔ گلدن گلوب شد و جایزهٔ امی ساعات پربیننده را کسب کرد. همچنین در سال ۲۰۱۸ برای بازی در مجموعهٔ پاتریک ملروز جایزهٔ تلویزیونی بفتا را کسب کرد. او در چندین آثار تلویزیونی دیگر نظیر تاج توخالی (۲۰۱۶) و برگزیت (۲۰۱۹) نیز حضور داشته‌است.
کامبربچ نقش خان را در فیلم اکشن پیشتازان فضا به‌سوی تاریکی (۲۰۱۳) ایفا کرد و در درام‌های تاریخی لطف حیرت‌آور (۲۰۰۶)، ۱۲ سال بردگی (۲۰۱۳)، ۱۹۱۷ (۲۰۱۹) و پیک (۲۰۲۰) حضور یافت. او برای به تصویر کشیدن آلن تورینگ در فیلم تاریخی بازی تقلید (۲۰۱۴) و برای ایفای نقش یک دامدار دمدمی‌مزاج در درام قدرت سگ (۲۰۲۱) نامزد دریافت جایزهٔ اسکار بهترین بازیگر مرد شد. کامبربچ نقش دکتر استرنج را در شش فیلم ابرقهرمانی دنیای سینمایی مارول از جمله دکتر استرنج (۲۰۱۶) و دکتر استرنج در چندجهانی دیوانگی (۲۰۲۲) ایفا کرده‌است. او در سال ۲۰۱۵ با سوفی هانتر، کارگردان تئاتر، ازدواج کرده و سه فرزند نیز دارد.

## اوایل زندگی و تحصیلات
بندیکت تیموتی کارلتون کامبربچ در ۱۹ ژوئیهٔ ۱۹۷۶ در بیمارستان ملکه شارلوت و چلسی واقع در ناحیهٔ همرسمیت لندن به دنیا آمد. والدینش تیموتی کارلتون و واندا ونتام هر دو بازیگر هستند. او در منطقهٔ سلطنتی کنزینگتون و چلسی بزرگ شد. او یک خواهر ناتنی به نام تریسی دارد که حاصل ازدواج اول مادرش است. پدربزرگش، هنری کارلتون کامبربچ، افسر زیردریایی هر دو جنگ جهانی و یکی از چهره‌های برجسته جامعهٔ پیشرفته لندن بود. پدر پدربزرگش، هنری آرنولد کامبربچ، دیپلماتی بود که در مقام کنسول در ترکیه و لبنان خدمت می‌کرد. پدر پدر پدربزرگش، رابرت ویلیام کامبربچ، هم کنسول بریتانیا در ترکیه و امپراتوری روسیه بود. پدربزرگ جد او، آبراهام پری کامبربچ، یک برده‌دار ثروتمند در باربادوس، جامائیکا بود. همچنین کامبربچ یکی از بستگان دور ریچارد سوم، آخرین حاکم سلسله پلانتژانت است. او و ریچارد سوم با ۱۶ فاصله پسر عمو هستند. کامبربچ او را در مجموعهٔ تلویزیونی تاج توخالی (۲۰۱۶) به تصویر کشیده‌است. او در مراسم تدفین مجدد ریچارد سوم در ۲۰۱۵ شرکت کرد و شعری را هم خواند.
کامبربچ از هشت سالگی در مدارس شبانه‌روزی تحصیل می‌کرد. او در مدرسهٔ برامبلی در غرب ساسکس تحصیل کرد و شاگرد ممتاز هنر در مدرسهٔ هارو بود. او در این مدرسه آثار متعددی از شکسپیر را اجرا کرد و اولین اجرای او به عنوان تیتانیا ملکه پریان بود. معلم درام بندیکت، مارتین تایرل، او را «بهترین بازیگر پسر مدرسه‌ای» نامیده‌است که تا به حال با او کار کرده‌است. علیرغم توانایی‌هایش، معلم نمایش کامبربچ در هارو به او نسبت به حرفه بازیگری هشدار داد و آن را «تجارت سخت» نامید. کامبربچ پس از ترک هارو یک سال به عنوان معلم زبان انگلیسی در یک صومعه تبتی در دارجلینگ هند درس داد و سپس در دانشگاه منچستر مشغول به تحصیل درام شد. او درس خود را در آکادمی موسیقی و هنرهای نمایشی لندن ادامه داد و موفق به اخذ مدرک کارشناسی ارشد در بازیگری کلاسیک شد.

## حرفه

### تئاتر

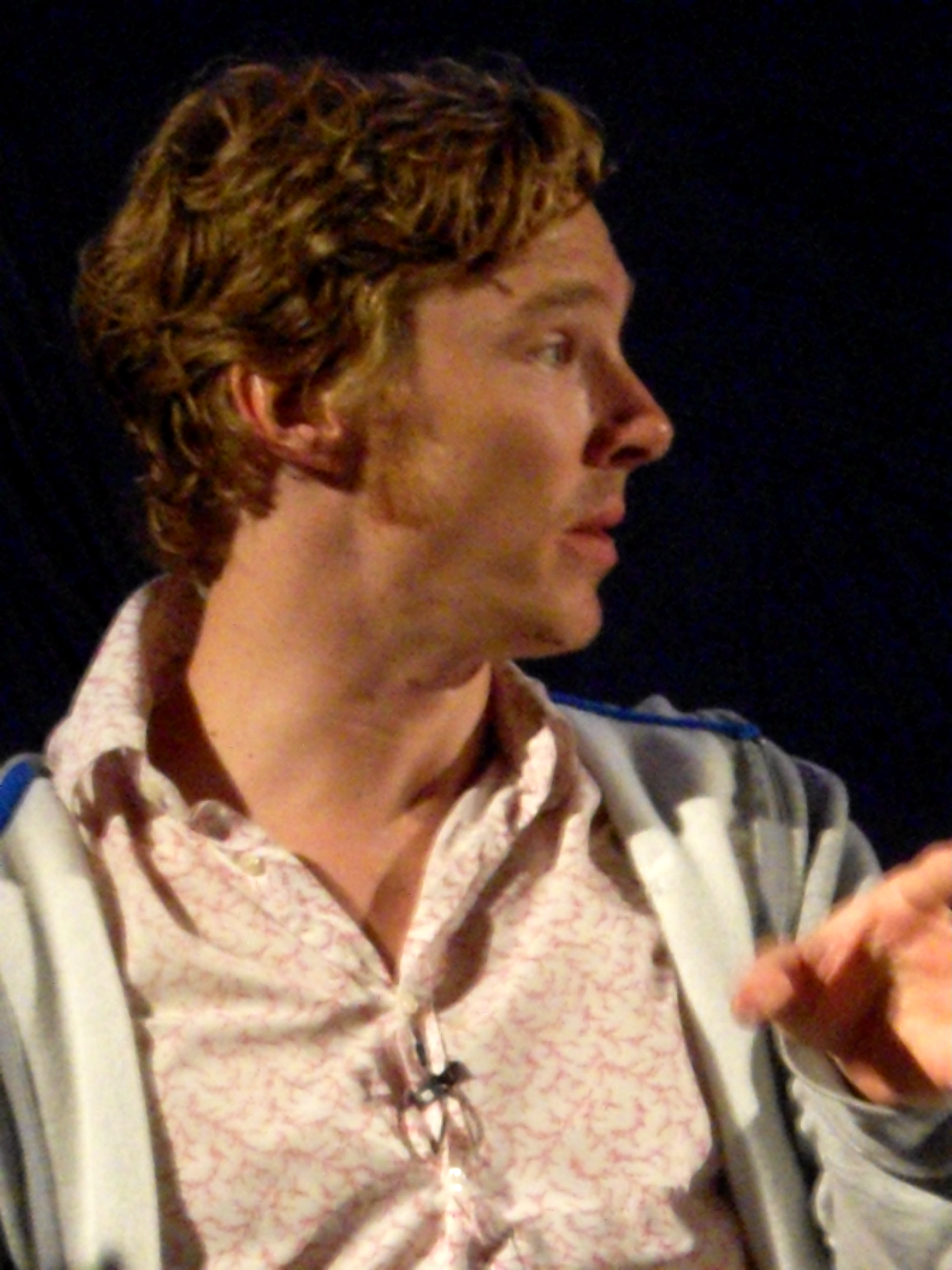
در هنگام اجرای تئاتر فرانکنشتاین

از سال ۲۰۰۱ بندیکت کامبربچ نقش عمده‌ای در نمایشنامه‌های کلاسیک ایفا کرده‌است. او برای جایزه بهترین نمایش نقش مکمل مرد برای نقش جورج تسمان در هدا گابلر، در ۱۶ مارس ۲۰۰ در تئاتر آلمیدا و در ۱۹ می ۲۰۰۵ در تئاتر دوک یورک، زمانی که به وست اند منتقل شد، نامزد شد. این انتقال نخستین اجرای او در وست اند را رقم زد.
در ژوئن ۲۰۱۰، کامبربچ نمایش پس از رقص نوشتهٔ ترنس رتیگان به کارگردانی تی شارک را در تئاتر ملی به روی صحنه برد. او در این نمایش نقش دیوید اسکات-فاولر در دههٔ ۲۰ میلادی را بازی کرد که با موفقیت همراه بود. این نمایش در مجموع چهار جایزهٔ الیویر دریافت کرد.
در ۱۴ نوامبر ۲۰۱۰ بندیکت کامبربچ در تئاتر قدیمی ویک لندن یک نمایش خیریه اجرا کرد. او در فوریه ۲۰۱۱ بازی در نقش فرانکنشتاین را شروع کرد. او هر شب در مقابل جانی لی میلر بر بروی صحنه می‌رفت. این تئاتر در ۲۰۱۱ به عنوان بخشی از تئاتر زندهٔ ملی در سینماها پخش شد و کامبربچ برای بازی در این نمایش، «سه تاج تئاتر لندن» را با بردن جایزه الیویر، جایزه ایونینگ استاندارد و جایزه تئاتر حلقهٔ منتقدان از آن خود کرد.
کامبربچ از اعضای کمپانی تئاتر ملی در مراسم پنجاهمین سال فعالیت این کمپانی در ۲ نوامبر ۲۰۱۳ بود. او نقش روزنکرانس را در صحنه‌های منتخب نمایشی از تام استاپارد بازی کرد. این نمایش در سینماهای سراسر جهان و همچنین از شبکهٔ بی‌بی‌سی دو پخش شد.
بندیکت کامبربچ با بازی در نمایش هملت نوشتهٔ شکسپیر در تئاتر باربیکن لندن به تئاتر بازگشت. این تئاتر در اوت ۲۰۱۵ به مدت ۱۲ هفته اجرا شد.

### تلویزیون

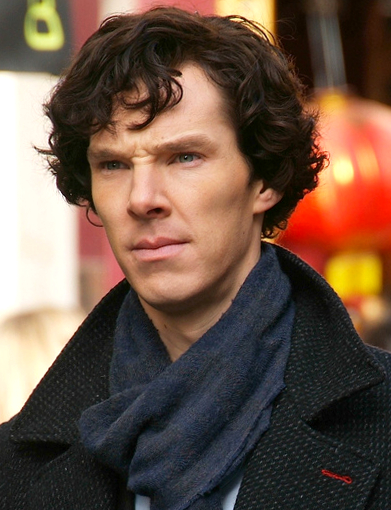
بندیکت در زمان فیلم‌برداری اپیزود دوم فصل اول شرلوک: «بانکدار نابینا» در محله چینی‌ها، ۲۰۱۰

نخستین کارهای تلویزیونی کامبربچ شامل حضور در ضربان قلب (۲۰۰۰–۲۰۰۴) به صورت مهمان در دو نقش جداگانه، فرِدی در سریال اوج مخمل (۲۰۰۲)، ادوارد هَند در جاسوسان کمبریج (۲۰۰۳) و روری در سریال کمدی‌درام چهل و خرده‌ای (۲۰۰۳) است. او در سریال‌های شاهد خاموش و ام آی فایو نیز ظاهر شده‌است. او اولین نقش اصلی خود را در تلویزیون در فیلم هاوکینگ در نقش استیفن هاوکینگ بازی کرد. او نامزد جایزه بهترین بازیگر مرد در بفتا (بخش تلویزیون) شد و موفق شد جایزه نیمف طلایی بهترین بازیگر مرد را برنده شود. بعدها او در قسمت اول از سری تلویزیونی کنجکاوی صدای هاوکینگ را دوبله کرده‌است. او در مینی سریال دانکرک ساختهٔ بی‌بی‌سی به عنوان ستوان جیمی لانگلی ظاهر شد.
در سال ۲۰۰۵، بندیکت کامبربچ نقش ادموند تالبوت را در مینی سریال به سوی انتهای زمین بازی کرد. در طول این سریال در آفریقای جنوبی، او با یک آدم‌ربایی وحشتناک روبه رو شد و موفق شد تا فرار کند. بندیکت نقش کوتاهی در نمایش کمدی اخبار فوری (۲۰۰۵) ایفا کرد. او در کنار تام هاردی در اقتباس تلویزیونی استوارت: زندگی به عقب بازی کرد که در سپتامبر ۲۰۰۷ در بی‌بی‌سی پخش شد.
بندیکت کامبربچ در سال ۲۰۰۸ در مینی‌سریال آخرین دشمن بازی کرد و نامزد جایزه بهترین بازیگر مرد (در یک مینی‌سریال یا فیلم تلویزیونی) شد. در سال ۲۰۰۹ او در مارپل: قتل آسان به عنوان لوک فیتزویلیام بازی کرد. بندیکت کامبربچ در نقش برنارد در اقتباس تلویزیونی جزیره کوچک بازی کرد و نامزد بهترین بازیگر مکمل مرد بفتا (در بخش تلویزیون) شد. بندیکت کامبربچ ۶ سری از مستند بخش جنوبی اقیانوس آرام را روایت کرده‌است که از ماه مه تا ژوئن سال ۲۰۰۹ در بی‌بی‌سی ۲ پخش شد.
بندیکت کامبربچ در سال ۲۰۱۰ وینسنت ون گوگ را در ون گوگ: نقاشی با کلمه‌ها به تصویر کشید. در همان سال بندیکت شروع به بازی شرلوک هلمز در مجموعه تلویزیونی شرلوک کرد که تحسین منتقدان را برانگیخت. سری دوم مجموعه شرلوک در آغاز سال ۲۰۱۲ در بریتانیا پخش شد و سری سوم آن نیز در شروع سال ۲۰۱۴ در انگلستان پخش شد. او برنده جایزه بهترین بازیگر مرد در نقش اول در یک مینی‌سری یا فیلم برای بازی در اپیزود سوم از سری سوم آخرین سوگند او شد. همچنین او در آوریل ۲۰۱۵ برای بازی در سری سوم شرلوک نامزد بهترین بازیگر نقش اول مرد گردید.
در سال ۲۰۱۲ او نقش تام استوپارد را در مینی‌سریال پایان رژه به همراه ربکا هال بازی کرد. این سریال به کارگردانی سوزانا وایت در پنج قسمت ضبط گردید. با بازی در این این مجموعه کامبربچ برای دومین بار نامزد بهترین بازیگر نقش اول مرد جوایز امی شد.
در فوریه ۲۰۱۴ کامبربچ در برنامه سسمی استریت با موری و کاونت، دو شخصیت ماپت‌ها حضور پیدا کرد. در آوریل همان سال اعلام شد که بندیکت کامبربچ ریچارد سوم را در سری دوم فیلم‌های تاج خالی به تصویر خواهد کشید. او همچنین در این سال در تبلیغی برای دانلوپ و اتومبیل‌های لوکس جگوار حضور پیدا کرد.

### فیلم
بندیکت کامبربچ در سال ۲۰۰۶ ویلیام پیت جوان‌تر را در فیلم لطف حیرت‌آور به تصویر کشید. با ایفای این نقش او نامزد «دستیابی به جایزه بهترین بازیگر بریتانیا» از انجمن منتقدان فیلم لندن شد. او پس از آن نقش‌هایی مکمل را در فیلم‌های کفاره (۲۰۰۷) و دیگر دختر بولین (۲۰۰۸) ایفا کرد. در سال ۲۰۰۹ در فیلم آفرینش که دربارهٔ زندگی داروین ساخته شده‌است، در نقش دوست داروین جوزف هوکر ظاهر شد. در سال ۲۰۱۰ او در نقش پیتر گیلیام، فرد دست راست جورج اسمایلی، در فیلم بندزن خیاط سرباز جاسوس که اقتباسی از رمان ژان لو کره با همین اسم است، ظاهر شد. این فیلم را توماس الفردسون کارگردانی کرده‌است. بندیکت کامبربچ در فیلم اسب جنگی (۲۰۱۱) ساخته استیون اسپیلبرگ در نقش سرگرد جیمی استوارت بازی کرده‌است.
در سال ۲۰۱۲ بندیکت کامبربچ صدا و حرکات اسماگ و صدای نکرومانسر را در سه‌گانه هابیت که بر اساس رمان جی‌آرآر تالکین ساخته شده، در قسمت اول هابیت: یک سفر غیرمنتظره اجرا کرده‌است. او نقش خود به عنوان اسماگ و نکرومانسر در هابیت: برهوت اسماگ (۲۰۱۳) و هابیت: نبرد پنج ارتش (۲۰۱۴) را تکرار کرده‌است. او برای جلوه‌های حرکتی اسماگ از لباس مخصوص و سنسورهای حرکتی استفاده کرده‌است. او در این باره گفت: «... این (اژدها) فقط من بودم با چهار دوربین استاتیک و یک سری سنسورهای حرکتی.»

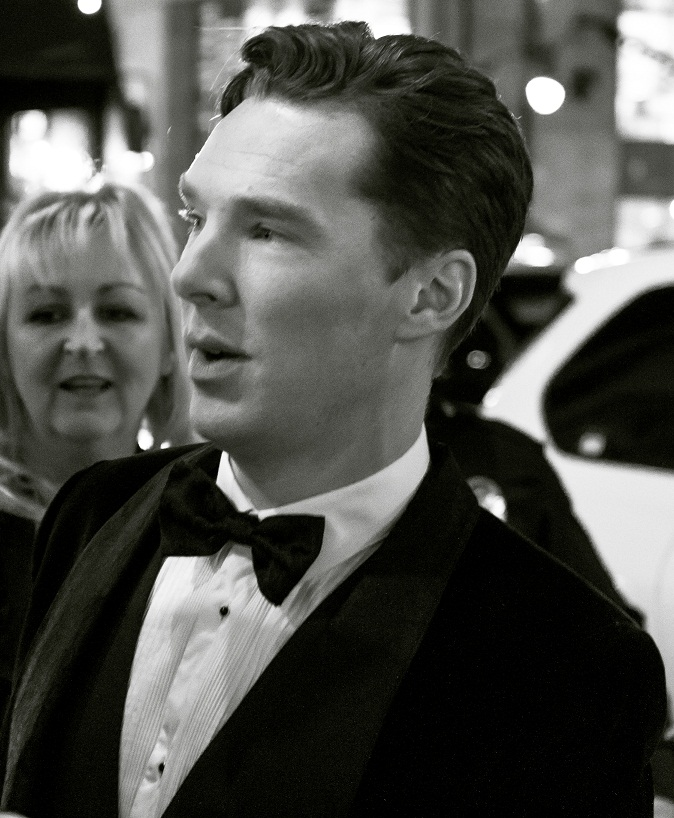
در افتتاحیه هابیت: برهوت اسماگ در لس آنجلس، دسامبر ۲۰۱۳

در سال ۲۰۱۳ کامبربچ در فیلم پیشتازان فضا: به سوی تاریکی ساخته شده بر اساس رمان جی‌جی آبرامز، در نقش خان بازی کرد. سه فیلم از چهار فیلمی که او در نیمه دوم سال ۴ بازی کرده‌است در جشنواره بین‌المللی فیلم تورنتو شرکت کرده‌اند: رکن پنجم، در نقش مؤسس ویکی لیکس، جولیان آسانژ، ۱۲ سال بردگی، در نقش ویلیام فورد، صاحب برده و فیلم اوت: شهرستان اوسیج که نقش چارلز آیکن را در آن ایفا کرده‌است. همچنین او در انیمیشن سینمایی پنگوئن‌های ماداگاسکار، صدای مأمور طبقه‌بندی را ایفا کرده‌است که در ۲۶ نوامبر ۲۰۱۴ در ایالات متحده منتشر شد. بندیکت کامبربچ در درام تاریخی بازی تقلید به عنوان رمزنگار بریتانیایی آلن تورینگ بازی کرد. این فیلم در ایالات متحده در ۲۸ نوامبر ۲۰۱۴ پخش شد. او برای ایفای این نقش نامزد جوایز گلدن گلوب، بفتا، انجمن بازیگران و اسکار شد. او در سال ۲۰۱۵ در مقابل جانی دپ در فیلم توده شیطانی ایفای نقش کرد. در دسامبر ۲۰۱۴، استودیو مارول تأیید کرد که کامبربچ نقش دکتر استرنج را در فیلمی با همین نام بازی خواهد کرد که در سال ۲۰۱۶ ساخته خواهد شد. او این نقش را اولین بار در دکتر استرنج (۲۰۱۸) ایفا کرد و در فیلم‌های ثور: رگناروک (۲۰۱۷)، انتقام‌جویان: جنگ ابدیت (۲۰۱۸)، انتقام‌جویان: پایان بازی (۲۰۱۹) و مرد عنکبوتی: راهی به خانه نیست (۲۰۲۱) حضور داشت. کامبربچ در سال ۲۰۱۷ توماس ادیسون را در درام جنگ جریان به تصویر کشید. او در سال ۲۰۱۸ صداپیشگی کاراکتر اصلی فیلم پویانمایی گرینچ و موگلی: افسانه جنگل را بر عهده داشت. کامبربچ در سال ۲۰۱۹ در فیلم جنگی ۱۹۱۷ ساختهٔ سم مندس ایفای نقش کرد.
کامبربچ  در سال ۲۰۲۱ در فیلم درام قدرت سگ ساختۀ جین کمپیون ایفای نقش کرد. این فیلم نقدهای مثبتی را از طرف منتقدان دریافت کرد و نقش‌آفرینی او با تحسین منتقدان همراه بود. او برایش نامزد دریافت جایزۀ اسکار، گلدن گلوب و بفتا در رشتۀ بهترین بازیگر مرد شد. کامبربچ  در همان سال لوئیس وین را در فیلم کمدی-درام زندگی الکتریکی لوئیس وین به تصویر کشید. پروژه بعدی او فیلم ابرقهرمانی دکتر استرنج در مولتی‌ورس جنون (۲۰۲۲) بود که در آن بار دیگر نقش دکتر استرنج را ایفا کرد. هر دو فیلم زندگی الکتریکی لوئیس وین و دکتر استرنج در مولتی‌ورس جنون با نظرات عموما خوبی مواجه شدند.

### رادیو
کامبربچ بارها علاقهٔ خود را نسبت به رادیو ابراز کرده و در ساخت برنامه‌های فراوانی برای بی‌بی‌سی مشارکت کرده‌است. در این میان شناخته‌شده‌ترین کار رادیویی او، اقتباسی از رمان رومپل بیلی نوشته جان مورتیمر در سال ۲۰۰۹ است. او نقش رامپل جوان را داشت، و پس از آن در ساخت نه اثر دیگر از مورتیمر همکاری کرد. میان سال‌های ۲۰۰۸ تا ۲۰۱۴، او نقش کاپیتان مارتین کریف را در فشار کابین، ساختهٔ بی‌بی‌سی بازی کرد. سپس در سال ۲۰۱۳ برای بازی در نقش آنجل ایزلینگتون در اقتباسی از "Neverwhere" نوشتهٔ نیل گیمن برای رادیو بی‌بی‌سی ۴ مشارکت کرد. در همان سال، در رادیو بی‌بی‌سی ۳ او مشغول به ساخت مجموعه‌ای بر اساس نمایشنامه کپنهاگ نوشته مایکل فراین بود که در آن خود نقش فیزیکدان آلمانی ورنر هایزنبرگ را بازی می‌کرد.
به مناسب هفتادمین سالگرد پیاده شدن در نرماندی، کامبربچ بیانیه رسمی نوشته شده در جون ۱۹۴۴ را در رادیو بی‌بی‌سی ۴ خواند.

### روایت
کامبربچ مستندهای زیادی را برای شبکه‌های نشنال جئوگرافیک و دیسکاوری گویندگی کرده‌است. او همچنین کتاب‌های صوتی فراوانی مانند طوفان، ساخت موسیقی، با فراک، هنرمندان جنایتکار، شرلوک هولمز و داستان‌های دیگر را خوانده‌است. علاوه بر این‌ها او در پیام‌های تبلیغاتی صوتی از جمله تبلیغات جگوار، سونی، گوگل پلاس شرکت داشته‌است.
برای المپیک تابستانی لندن در سال ۲۰۱۲، او در ساخت فیلم کوتاهی دربارهٔ تاریخ لندن مشارکت کرد که از طرف بی‌بی‌سی در مراسم افتتاحیه پخش شد. او دو بار در فستیوال چلتنهام حضور یافته‌است، در ژوئیه ۲۰۱۲ برای شعری که دربارهٔ جنگ جهانی اول خواند و توسط قطعه‌های پیانو ساخته خودش همراهی می‌شد. و در اکتبر ۲۰۱۲ برای ادبیتات زمانی که دربارهٔ شرکت و رژهٔ پایانی در قنطورس بحث می‌کرد.
در سال ۲۰۱۲ او صداپیشگی دانته آلیگیری در فیلم دوست‌دختر در کما را انجام داد. در ۲۰۱۳ او در مستند اورشلیم ساختهٔ نشنال جیوگرافیک گویندگی کرد. این مستند در سالن‌های نمایش سه‌بعدی آی‌مکس سراسر جهان به نمایش درآمد. در همان سال او به عنوان مهمان ویژه در ضبط اپرای سقوط خانه آشر ساختهٔ گوردون گتی حضور داشت و نقش «بازدیدکننده» را گویندگی کرد. این کار توسط کمپانی پنتاتونه ضبط و منتشر شد.
در سال ۲۰۱۴، او گویندهٔ مستندی دربارهٔ کریستیانو رونالدو ساختهٔ شرکت ویمیو بود. در اوت همان سال، کامبربچ نخستین نسخهٔ کامل گویای رمان مارپیچ، نوشتهٔ ویلیام گلدینگ را ضبط کرد.

### کمپانی فیلم‌سازی
کابربچ، آدام آکلند، پاتریک مونرویه، بن دیلون و آدام سلوز در اواخر سال ۲۰۱۳ کمپانی فیلم‌سازی سانی‌مارچ را پایه‌گذاری کردند.
نخستین پروژه با نام این کمپانی، فیلم کوتاه ۸۷ هزار پوندی کمی لطف است؛ که کارگردان و نویسنده آن مونرویه و بازیگر اصلی آن کامبربچ است. این فیلم اکشن-تریلر ۳۰ دقیقه‌ای در ۵ نوامبر ۲۰۱۳ به‌طور بین‌المللی در آی‌تیونز در دسترس قرار گرفت.

## زندگی شخصی

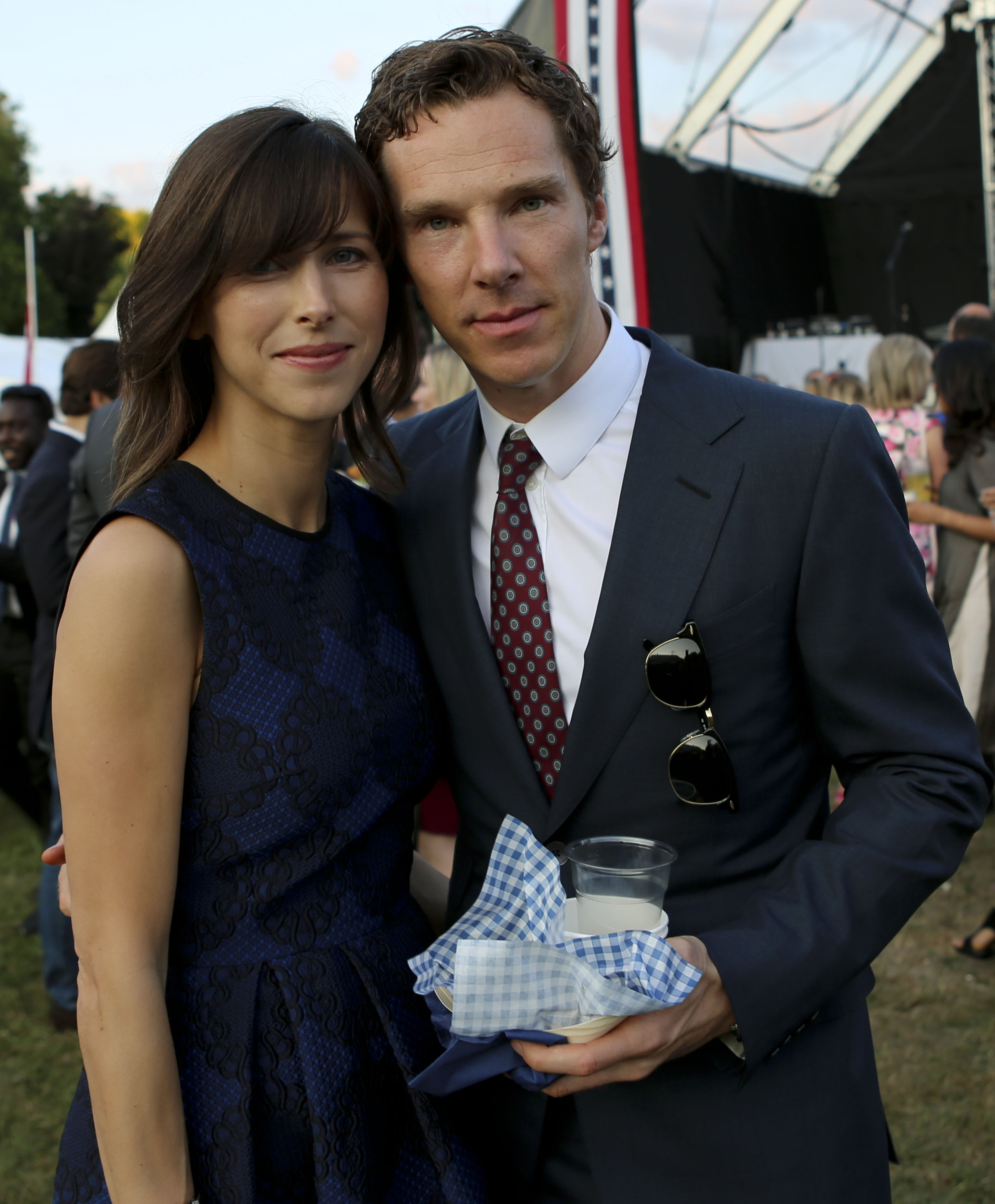
به‌همراه سوفی هانتر، ژوئیه ۲۰۱۵

در سال ۲۰۰۵، در کوازولو-ناتال آفریقای جنوبی، کامبربچ و دو نفر از دوستانش نیمه‌شب توسط گروهی از محلیان مسلح ربوده شدند. سرانجام گروگان‌گیران آن‌ها را به منطقه‌ای غیر مسکونی برده و در آن‌جا بدون هیچ توضیحی رهایشان کردند. او دربارهٔ این حادثه می‌گوید: «این به من یاد داد که شما همانطوری‌که به این دنیا می‌آیید، از آن می‌روید؛ به خودی‌خود. این باعث شد من تصمیم بگیرم زندگی کمتر عادی را تجربه کنم.» او به فلسفه بودایی اعتقاد دارد و همچنین علاقه خود را به مدیتیشن و تمرکز حواس ابراز کرده‌است.
بندیکت با کارگردان تئاتر و اپرا، سوفی هانتر ازدواج کرده‌است. ازدواج آن‌ها در بخش «ازدواج‌های آینده» روزنامه تایمز در ۵ نوامبر ۲۰۱۴ اطلاع‌رسانی شده بود؛ پس از یک دوستی ۱۷ ساله. آن دو در کلیسای قرن دوازدهمی سنت پیتر و سنت پاول در جزیره وایت عقد کردند، و در ۱۴ فوریه ۲۰۱۵ در دهکدهٔ موتی‌استون منر مهمانی عروسی برگزار کردند. آن‌ها یک پسر به نام کریستوفر (زاده ۲۰۱۵) و پسری دیگر به نام هال (زاده ۲۰۱۷) دارند.
در سال ۲۰۱۵ طی مراسمی، کامبربچ به پاس خدمات خود به هنرهای نمایشی و کارهای خیریه توسط ملکه الیزابت دوم مقام فرماندهِ رتبهٔ امپراتوری بریتانیا (CBE) را دریافت کرد.

### در رسانه‌ها
کامبربچ تا پیش از پخش سری نخست سریال شرلوک در سال ۲۰۱۰، از لحاظ بین‌المللی شناخته نشده بود. از آن موقع او در بسیاری از فهرست‌های «جذاب‌ترین مردان دنیا» از جمله فهرست مجله‌های امپایر و پیپل بوده‌است.

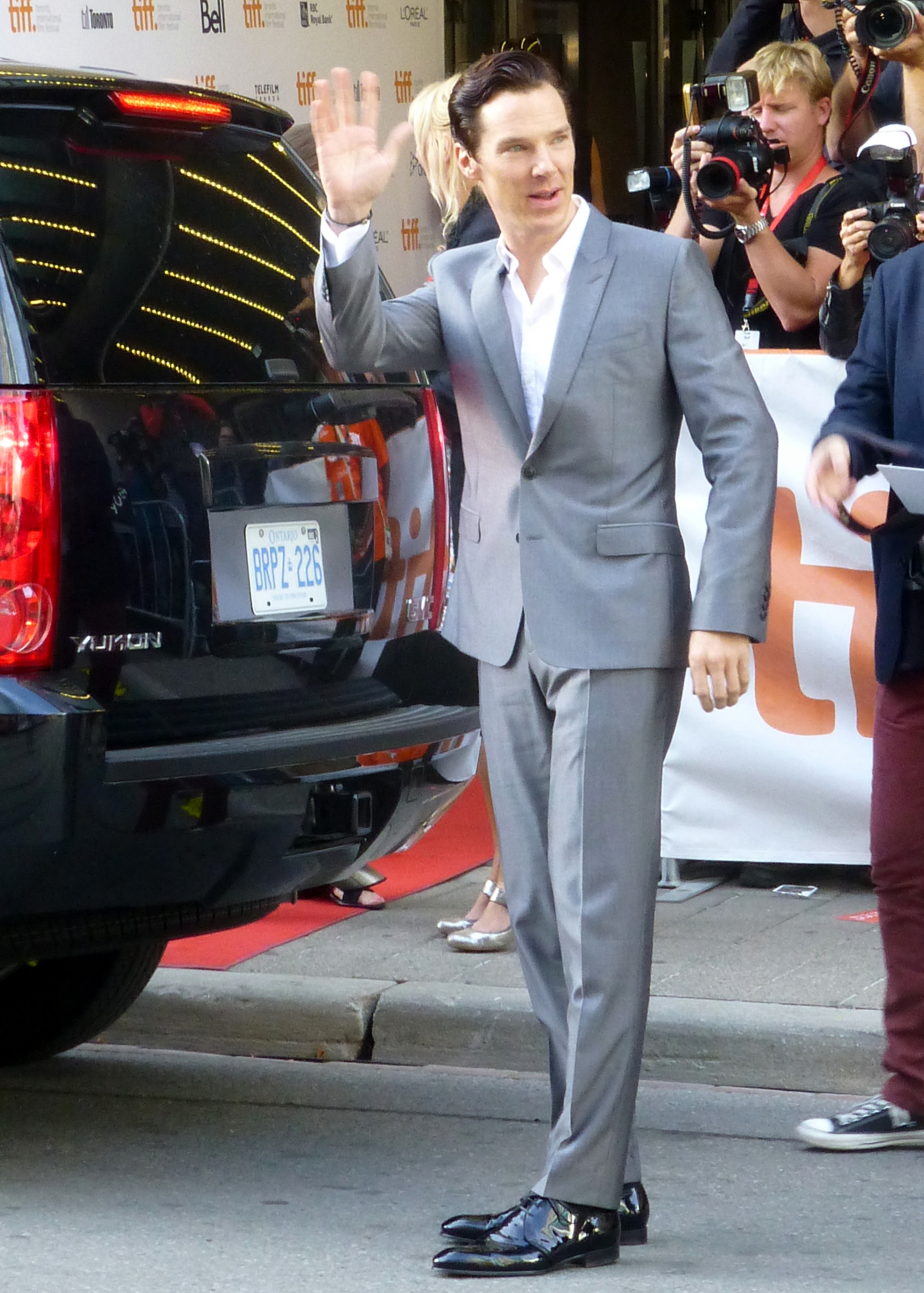
در نمایش افتتاحیه ۱۲ سال بردگی در TIFF، سپتامبر ۲۰۱۳

تتلر بندیکت کامبربچ را در فهرست «شایسته‌ترین مجردها در بریتانیا» در سال ۲۰۱۲ قرار داد. در همان سال کامبربچ اتفاقی را در جریان یک گفتگوی اینترنتی توصیف کرد که در آن او متوجه شده بود کسی تمام کارهای او در خانه‌اش در لندن را به‌صورت هم‌زمان توییت می‌کند. عکسی از او در باشگاه گریک توسط دری مور گرفته شد که بر روی جلد کتاب ۲۰۱۲ مور به نام یک اتاق انگلیسی استفاده شد.
در سال ۲۰۱۳، کامبربچ در فهرست «جالب‌ترین مردم بریتانیا» مجله تتلر، در رتبه پنجم، بالاتر از دوشس کمبریج و تنها پایینتر از ملکه الیزابت دوم قرار گرفت. اینترتینمت ویکلی کامبربچ را به عنوان یکی از «۵۰ سرگرم‌کننده جذاب و خلاق» در هالیوود ذکر کرد. او همچنین بر روی جلد جی‌کیو، تایم و «فهرست ممتاز جدید» هالیوود ریپورتر ظاهر شده‌است.
در سال ۲۰۱۴، در فهرست «سازندگان قرن بیست و یکم» ساندی تایمز قرار گرفت و به عنوان فردی از نسل لارنس الیویه از او نام برده شد." جی‌کیو از او به عنوان یکی از «صد مرد برجسته» در بریتانیا در سال ۲۰۱۴ یاد کرد. در همان سال مجلهٔ کانتری لایف او را جزو جنتلمن‌های سال به حساب آورد. در آوریل ۲۰۱۴، مجلهٔ تایم کامبربچ را در فهرست سالانهٔ تایم ۱۰۰ به عنوان یکی از «تاثیرگذارترین افراد در جهان» قرار داد. راجر فریدمن، منتقد فیلم دربارهٔ او گفته‌است: «کامبربچ احتمالاً نزدیکترین فرد به سر لارنس الیویه است.»
در سال ۲۰۱۵، مجلهٔ جی‌کیو او را جز «۵۰ مرد خوش لباس بریتانیایی» قرار داد. همچنین از اکتبر ۲۰۱۴ مجسمهٔ مومی از کامبربچ در موزهٔ مادام توسو لندن قرار گرفته‌است.

### فعالیت‌های خیریه
کامبربچ سفیر مؤسسهٔ پرینس تراست است. او حامی سازمان‌های کمک‌کننده به جوانان محروم از طریق هنر، از جمله آد آرت، آنوز آفریقا و دراماتیک نید است. از سال ۲۰۰۴ و حمایت او از استفان هاوکینگ سفیر، و از سال ۲۰۱۵ حامی مؤسسه موتور نرون دیزیز بوده‌است و در سال ۲۰۱۴ چالش سطل یخ را برای مؤسسه انجام داد. او همچنین کمک مالی به سازمان ای‌ال‌اس انجام داده‌است. کامبربچ همچنین در اهدای آثار هنری و جمع‌آوری کمک‌های مالی به سازمان‌های مختلف مانند بنیاد ویلو کورام شرکت داشته‌است.
در سال ۲۰۰۳، کامبربچ به تظاهرات جنگ را متوقف کنید در لندن که علیه جنگ عراق بود پیوست. همچنین در سال ۲۰۱۳، علیه آنچه او نقض آزادی‌های مدنی توسط دولت بریتانیا می‌دانست، اعتراض کرد.
در ۱۹ مارس ۲۰۱۴، در کاخ سنت جیمز کامبربچ به همراه پرنس فیلیپ به ۸۵ جوان جایزهٔ دوک ادینبورگ را تقدیم کرد. او در میان مراسم گفت: «ما به این می‌اندیشیم که این فرصت را در اختیار صدها هزار نفر در سراسر بریتانیا بگذاریم».
در می ۲۰۱۴، او به همراه شاهزاده ویلیام و رالف لورن در قلعه ویندسور در مراسم آگاهی سرطان و جشن جمع‌آوری پول برای سازمان رویال مارزدن شرکت کردند. کامبربچ گفت: «سرطان بیماری نیست که آگاهی زیادی بخواهد، اما قطعاً نیاز به حمایت مالی برای تحقیقات دارد». در سپتامبر ۲۰۱۴، او در کمپین ویدئویی برای استند آپ فور کنسر مشارکت کرد.
کامبربچ حامی حقوق همجنسگرایان است و در ژوئیه ۲۰۱۳ در مراسم ازدواج دوستان همجنس‌گرایش آن را به‌طور رسمی اعلام کرد. برای روز جهانی زنان در سال ۲۰۱۴ او یکی از امضاکنندگان نامهٔ سازمان عفو بین‌الملل به نخست‌وزیر بریتانیا، دیوید کامرون دربارهٔ حقوق زنان در افغانستان بود. کامبربچ همچنین به عنوان یک فمینیست شناخته می‌شود.
در مجلهٔ اوت نوامبر ۲۰۱۴ که شامل کاور فیلم بازی تقلید بود، کامبربچ با صحبت‌هایی دربارهٔ آزمایش‌های جنسی که در زمان مدرسه‌اش انجام می‌شد، از حقوق همجنسگرایان دفاع کرد. گروه دگرباش جنسی استون‌وال نیز با انتشار بیانیه‌ای در تحسین نظرات کامبربچ گفت: دیدن فرد شناخته‌شده‌ای - مخصوصاً به تأثیرگذاری بندیکت - که دربارهٔ موضوعات همجنسگرایان مثبت صحبت می‌کند، برای مردان و زنان همجنسگرا یا دوجنسگرا امیدوارکننده است. معمولاً برای آن‌ها دشوار است که هنرپیشگانی را پیدا کنند که تظاهر می‌کنند همجنسگرایی به اندازهٔ دگرجنسگرایی معمولی است. در نامه‌ای سرگشاده که در ۳۱ ژانویه ۲۰۱۵ در گاردین منتشر شد، کامبربچ از جمله کسانی بود که خواستار عفو مردان همجنس‌گرا یا دوجنس‌گرایی شد که بر اساس قانون لغو شدهٔ «بی‌شرمی خلاف عفت عمومی» مجرم شناخته شده بودند.
در سپتامبر ۲۰۱۵، کامبربچ طی سخنرانی پاسخ دولت بریتانیا دربارهٔ بحران مهاجرت را محکوم کرد. او همچنین در کمپین ویدئویی برای کمک به سازمان صندوق نجات کودکان در حمایت از پناهجویان کودک سوری، شرکت کرد. در زمان بازی در نمایش هملت، کامبربچ با سخنرانی‌هایی از مردم خواست برای حمایت از مهاجران سوری کمک کنند که در پایان، از طرف تماشاگران بیش از ۱۵۰٫۰۰۰ پوند برای صندوق نجات کودکان جمع‌آوری شد.